# Horadandia atukorali
Horadandia atukorali är en fiskart som beskrevs av Deraniyagala, 1943. Horadandia atukorali ingår i släktet Horadandia och familjen karpfiskar. IUCN kategoriserar arten globalt som livskraftig. Inga underarter finns listade i Catalogue of Life.